# Ra.One
Ra.One är en Bollywood science fiction superhjältefilm regisserad av Anubhav Sinha med Shahrukh Khan och Kareena Kapoor i huvudrollerna. Filmen uppges ha en budget på 1 miljard INR (cirka 156 svenska miljoner kr), vilket gör den till den näst dyraste film i bollywoodfilmen genom tiderna. 

## Rollista
| Roll                        | Skådespelare   |  |
| --------------------------- | -------------- |  |
| Shekhar Subramanium / G.One | Shahrukh Khan  |  |
| Sonia Subramanium           | Kareena Kapoor |  |
| PiBi 2/RA. One              | Arjun Rampal   |  |
| Priyanka Chopra             |                |  |

## Inspelning
Filmen har spelats in i London och Mumbai.